# Endspurt (1947)
Endspurt (Originaltitel: The Homestretch) ist ein US-amerikanisches Sport-Filmdrama aus dem Jahr 1947 von H. Bruce Humberstone mit Cornel Wilde und Maureen O’Hara in den Hauptrollen. Der Film wurde von 20th Century Fox produziert.

## Handlung
Jock Wallace, Spross einer bekannten Pferdezüchterfamilie aus Maryland, und die Prominente Kitty Brant sind langjährige Rivalen auf den Pferderennbahnen, pflegen aber dabei eine enge, humorvolle Beziehung. Als der Besitzer des Rennpferdes „Abby R“, das kürzlich ein großes Rennen im Santa Anita Park gewonnen hat, plötzlich stirbt, wetteifern Jock und Kitty um den Kauf des Pferdes. In Boston trifft Jock die Schwägerin des verstorbenen Besitzers und zahlt 500 Dollar für das Pferd. Ihre Nichte Leslie Hale wirft Jock jedoch vor, nicht genug gezahlt zu haben, und verlangt weitere 500 Dollar. Sie ist erstaunt, als er ihr erzählt, dass das Pferd tatsächlich etwa 30.000 Dollar wert ist. Jock lädt Leslie ein, „Abby R“ beim Kentucky Derby gewinnen zu sehen. Leslie erklärt ihm, dass sie zu dem Zeitpunkt in London sein werde, wo sie den Mitarbeiter des US-Außenministeriums, Bill Van Dyke III, heiraten soll. Jock ist sehr an Leslie interessiert und beschließt, „Abby R“ für die Royal Ascot in England anzumelden.
Die Krönung von König Georg VI. findet in London statt. Als Bill plötzlich für Botschaftsangelegenheiten nach Madrid beordert wird, bietet Jock an, Leslie zu einem Abendessen und einem Ball zu begleiten. Am nächsten Tag begleitet sie Jock, um „Abby R“ bei Trainingsläufen zuzusehen, und trifft Jocks Trainer, Doc Kilborne. Bald besucht sie regelmäßig das Pferdetraining und verliebt sich in Jock, der sie bittet, mit ihm nach Argentinien zu gehen, wo er nach Ascot mit „Abby R“ antreten will. Bill kehrt jedoch schon bald wieder zurück und da Leslie sich nun zwischen den beiden entscheiden muss, beschließt sie, ihre Beziehung mit Bill weiterzuführen. Beim großen Rennen hat „Abby R“ Probleme mit einem Bein und verliert. Jock und Doc wollen gerade auf einem Schiff nach Argentinien aufbrechen, als Leslie mit einem Geschenk für Jock auftaucht: „Valiant“, ein Hengstfohlen, in das er vernarrt ist. Nachdem sie beschlossen hat, Jock zu heiraten, segelt Leslie mit ihm nach Argentinien.
In Buenos Aires werden Jock, Leslie und Doc auf einer Party begrüßt, an der mehrere von Jocks Pferderennfreunden teilnehmen, darunter Kitty, mit der Jock sofort beginnt, um den Kauf einiger einheimischer Pferde zu konkurrieren. Unterdessen behandelt Doc das Bein von „Abby R“ und schon bald läuft das Pferd besser als je zuvor. Als Leslie, die herausgefunden hat, dass Jock sich von Kitty Geld geliehen hat, um ihren verschwenderischen Lebensstil zu finanzieren, schwanger wird, fleht sie Jock an, sie zurück nach Maryland zu bringen. Jock sagt ihr, dass sie zurückkehren können und genug Geld haben werden, wenn „Abby R“ den Großen Preis von Buenos Aires gewinnt. Doch nachdem „Abby R“ gewonnen hat, hält Jock sein Wort nicht und hat nicht vor, sofort in die USA zurückzukehren. In der Zwischenzeit sehen er und Kitty sich immer noch. Nachdem Leslie die beiden eines Abends zusammen antrifft, fährt Jock wütend davon und kracht gegen einen Baum. Leslie verliert das Baby und beschließt, sich von Jock scheiden zu lassen. Sie wirft ihm vor, das Baby nie gewollt zu haben. Sie benachrichtigt Bill, der sie zurück in die USA bringt.
Zurück in Boston besucht Doc Leslie und fragt sie, was er mit „Valiant“ machen soll, da Jock ihr das Pferd überschrieben hat. Aus Rache beschließt Leslie, „Valiant“ im Kentucky Derby gegen „Relampago“ antreten zu lassen, ein Pferd, das Kitty in Argentinien gekauft hat. Leslie und Doc lassen „Valiant“ probeweise in Hialeah laufen, wo auch „Relampago“ antritt. „Relampago“ ist praktisch unkontrollierbar und wirft seinen Jockey zum dritten Mal ab. „Valiant“ siegt und triumphiert auch gegen „Relampago“ bei Rennen in Saratoga Springs, Jamaica, im Hollywood Park und bei den Belmont Stakes. Inzwischen ist Jock in die USA zurückgekehrt und arbeitet im Hollywood Park, wo Kitty ihm nach einem weiteren katastrophalen Auftritt „Relampago“ schenkt. Nachdem Jock herausfindet, dass das Pferd nur dann glücklich und kontrollierbar ist, wenn man es auf Spanisch anspricht, tritt er mit „Relampago“ im Kentucky Derby in direkter Konkurrenz zu „Valiant“ an. Doc erzählt Leslie, dass Jock alles, einschließlich seiner Farm, auf den Sieg gesetzt hat, und als das Rennen mit einem Kopf-an-Kopf-Rennen zwischen „Valiant“ und „Relampago“ endet, feuert Leslie zu Bills Bestürzung „Relampago“ an. „Valiant“ gewinnt, aber zurück in Maryland erfährt Jock, dass Doc sowohl mit „Relampago“ als auch mit „Valiant“ und Leslie zurückgekehrt ist, die sich schließlich entschieden hat, den Rest ihres Lebens mit Jock zu verbringen.

## Hintergrund
Gedreht wurde der Film vom 8. Juli bis zum 12. Oktober 1946.
Aus Dokumenten des Produktionsstudios geht hervor, dass der Film ursprünglich als Remake des 1936 erschienenen To Mary – With Love von John Cromwell geplant war. Anfang November 1944 reichte die Autorin Eleanore Griffin einen Entwurf für den Film ein, der den Schauplatz der Geschichte von der Geschäftswelt ins Showbusiness verlagerte. Auf einer Konferenz später im selben Monat schlug Studioleiter Darryl F. Zanuck vor, die Geschichte auf Pferderennen umzustellen. Im April 1945 reichte die Drehbuchautorin Wanda Tuchock ein Handlungsgerüst ein, das dem endgültigen Drehbuch sehr ähnelte. Tuchocks Geschichte hatte wenig Ähnlichkeit mit „To Mary – With Love“, nur die Charakternamen Jock Wallace und Kitty Brant wurden übernommen. Als das Studio Richard Sherman, dem Autor der Originalgeschichte von „To Mary – With Love“, das endgültige Drehbuch vorlegte, stimmte er zu, dass die Werke nicht ähnlich seien und lehnte einen Credit ab.
Im Oktober 1945 deuteten Presseberichte darauf hin, dass Fred MacMurray die Hauptrolle in dem Film spielen würde. Im Mai 1946 wurde berichtet, dass Linda Darnell die weibliche Hauptrolle übernehmen würde.
Den Produktionsunterlagen des Studios zufolge wurden im Mai 1946 Rennaufnahmen im Hollywood Park gedreht. Laut einer Pressemitteilung des Studios war das ursprüngliche Budget auf 2,4 Millionen Dollar festgelegt (2024: ca. 38 Millionen Dollar), doch mit fortschreitender Produktion wurde der Drehplan erweitert, um zusätzliche Liebesszenen zwischen Wilde und O’Hara aufzunehmen. Diese zusätzlichen Szenen erhöhten das Budget um 175.000 Dollar (2024: 2,8 Millionen Dollar). In der Pressemitteilung hieß es zudem, dass von den 85 Drehtagen 35 an nahe gelegenen Orten verbracht wurden, darunter auf den Rennstrecken Santa Anita Park und Hollywood Park, auf Darryl F. Zanucks Ranch in Encino und im Riviera Country Club sowie Busch Gardens in Pasadena, wo das Studio eine Rennstrecke und Ställe baute. Wie aus den Produktionsunterlagen hervorgeht, wurden einige Farbaufnahmen von ausländischen Rennstrecken sowie Farbaufnahmen der Krönung von König Georg VI. in Großbritannien in den Film integriert.
James Basevi und Leland Fuller oblag die künstlerische Leitung. Thomas Little und Walter M. Scott waren für das Szenenbild zuständig, Kay Nelson für die Kostüme. Verantwortliche Toningenieure waren Harry M. Leonard und E. Clayton Ward. Fred Sersen schuf die Spezialeffekte. Fred Fox arbeitete als Produktionsmanager. Musikalischer Direktor war Alfred Newman, Earle Hagen war Orchesterleiter.

## Veröffentlichung
Die Premiere des Films fand am 23. April 1947 in New York statt. In der Bundesrepublik Deutschland kam er am 24. Juni 1955 in die Kinos.

## Kritiken
A. H. Weiler von der The New York Times bemängelte, dass Produzenten und Drehbuchautoren ein langweiliges und offensichtliches Garn gesponnen haben, das so frei von Wendungen sei wie eine Zielgerade.
Der Kritiker des TV Guide fand, es sei kein schlechter Film, aber es sei schwer, sich für eine Handlung zu interessieren, die so vertraut erscheine. Die Technicolor-Farben werden gut genutzt und das abschließende Pferderennen sei eine spannende Sequenz.
Das Lexikon des internationalen Films schrieb: „Nichtssagende Ehegeschichte vor dem (aufregend fotografierten) Hintergrund internationaler Pferderennen.“